# Hażlach
Hażlach (do 31 XII 1996 Haźlach; cz. Hazlach lub Hažlach, niem. Haslach) – wieś w gminie Hażlach, w powiecie cieszyńskim, w województwie śląskim, w granicach historycznego regionu Śląska Cieszyńskiego, geograficznie zaś na Pogórzu Śląskim. Na obszarze 1233,19 ha zamieszkana jest przez 2263 mieszkańców (2009), co daje gęstość zaludnienia równą 183,5 os./km².

## Nazwa
Nazwa jest pochodzenia bawarskiego (Hasen-loch?). Inna interpretacja: od niem. Haslach (= niem. Haslach ‘leszczyna’)
Do 1996 roku obowiązywała nazwa Haźlach. Mieszkańcy wsi chcieli zmienić nazwę na Hażlach, ponieważ ustalona urzędowo postać Haźlach kojarzyła się ze słowem haziel, które po śląsku oznacza wychodek. Przychylono się do wniosku mieszkańców.

## Części wsi
| SIMC    | Nazwa       | Rodzaj     |
| ------- | ----------- | ---------- |
| 0052592 | Czarne Doły | część wsi  |
| 0052600 | Czuchów     | część wsi  |
| 0052617 | Górski      | część wsi  |
| 0052623 | Karnowiec   | część wsi  |
| 0052630 | Kopiec      | część wsi  |
| 0052646 | Odnóżka     | część wsi  |
| 0052652 | Parchów     | przysiółek |

## Historia
Miejscowość po raz pierwszy wzmiankowana została w łacińskim dokumencie Liber fundationis episcopatus Vratislaviensis (pol. Księga uposażeń biskupstwa wrocławskiego), spisanej za czasów biskupa Henryka z Wierzbna ok. 1305 w szeregu wsi zobowiązanych do płacenia dziesięciny biskupstwu we Wrocławiu, w postaci item in Hesleth debent esse viginti mansi. Zapis ten oznaczał, że wieś zobowiązana została do płacenia dziesięciny z 20 łanów mniejszych. Jej powstanie wiąże się z przeprowadzaną pod koniec XIII wieku na terytorium późniejszego Górnego Śląska wielką akcją osadniczą (tzw. łanowo-czynszową). Wieś politycznie znajdowała się wówczas w granicach utworzonego w 1290 piastowskiego (polskiego) księstwa cieszyńskiego, będącego od 1327 lennem Królestwa Czech, a od 1526 roku w wyniku objęcia tronu czeskiego przez Habsburgów wraz z regionem aż do 1918 roku w monarchii Habsburgów (potocznie Austrii).
Przez stulecia wieś pozostawała własnością szlachecką. Najstarszym znanym właścicielem był Emeryk z Hażlacha (prawdopodobnie potomek zasadźcy i pierwszego właściciela), który za rządów księcia Przemysława I Noszaka sprzedał połowę Hażlacha i Parchowa szlachcicowi Jeszkowi. W latach 40. XV wieku wśród lokalnej szlachty przewijali się bracia Mikołaj i Jan z Małych Kończyc i Hażlacha. Z kolei w 1450 Hażlach został zakupiony przez marszałka księstwa, Mikołaja z Dębowca. Od 1482 świadkiem w kancelaryjnych dokumentach bywał Łazarz piszący się z Pstrążnej i Hażlacha. Miejscowość została w 1532 zakupiona przez jednego z pierwszych przedstawicieli rodu Bludowskich, którzy pozostawali jej właścicielami przez następnych kilkaset lat. W 1793 Hażlach został zakupiony przez Komorę Cieszyńską od Mönnichów.
Według austriackiego spisu ludności z 1900 w 175 budynkach w Hażlachu na obszarze 1233 hektarów mieszkało 1282 osób, co dawało gęstość zaludnienia równą 104 os./km², z tego 807 (62,9%) mieszkańców było katolikami, 469 (36,6%) ewangelikami a 6 (0,5%) wyznawcami judaizmu, 1255 (97,9%) było polsko-, 19 (1,5%) niemiecko- a 1 (0,1%) czeskojęzycznymi. Do 1910 liczba budynków wzrosła do 183 a mieszkańców do 1342, z czego 1336 było zameldowanych na stałe, 1327 (99,3%) było polsko-, 8 (0,6%) niemieckojęzycznymi a 1 osoba (0,1%) była czeskojęzyczna, 840 (62,6%) było katolikami, 494 (36,8%) ewangelikami a 8 (0,6%) żydami.
W lipcu 1920 roku miejscowość decyzją Rady Ambasadorów znalazła się w granicach Polski.
W latach 1954–1972 wieś należała i była siedzibą władz gromady Haźlach. W latach 1975–1998 miejscowość położona była w województwie bielskim.

## Wójtowie
- Karol Folwarczny (od 2002)[17]
- Grzegorz Sikorski (od 2014)[18]

## Turystyka
Przez miejscowość przechodzi trasa rowerowa:
- zielona trasa rowerowa nr 13 – Ustroń – Jastrzębie-Zdrój – Rybnik (82 km)

Według Narodowego Instytutu Dziedzictwa, w miejscowości znajduje się jeden obiekt zabytkowy, a są to piwnice dworskie z XIX wieku (nr rej.: 937/68 z 5.12.1968 oraz A-370/78 z 17.10.1978).

## Religia
Na terenie wsi działalność duszpasterską prowadzą następujące kościoły:
- Kościół Ewangelicko-Augsburski – filiał parafii w Cieszynie
- Kościół Rzymskokatolicki – parafia pw. św. Bartłomieja Apostoła
- Kościół Zielonoświątkowy – zbór w Hażlachu

## Komunikacja
Przez miejscowość przebiega droga wojewódzka nr 937 łącząca Mszanę w powiecie wodzisławskim i Hażlach oraz droga wojewódzka nr 938 łącząca Pawłowice i Cieszyn.
Przez miejscowość kursują autobusy prywatnych przewoźników: TRANSKOM Skoczów do Drogomyśla, Chybia i Strumienia oraz Cieszyna; busy firmy LINEA TRANS do Jastrzębia-Zdroju, Marklowic Górnych, Strumienia, Chybia i Zarzecza oraz Cieszyna. Do pęli „Hażlach Dęby” i dalej do Kończyc Wielkich docierają busy firmy TRANS-BUS. Przez Hażlach przejeżdżają także busy dalekobieżne: do Katowic (Bus Brothers) oraz Gliwic i Wrocławia (Trans-Bus). Do ronda przy skrzyżowaniu DW 937 z DW938 dojeżdżają autobusy komunikacji podmiejskiej linii nr 22 obsługującej przez ZGK Cieszyn. Mieszkańcy ulic, znajdujących się blisko ronda, korzystają głównie z komunikacji podmiejskiej ZGK Cieszyn.

## Galeria

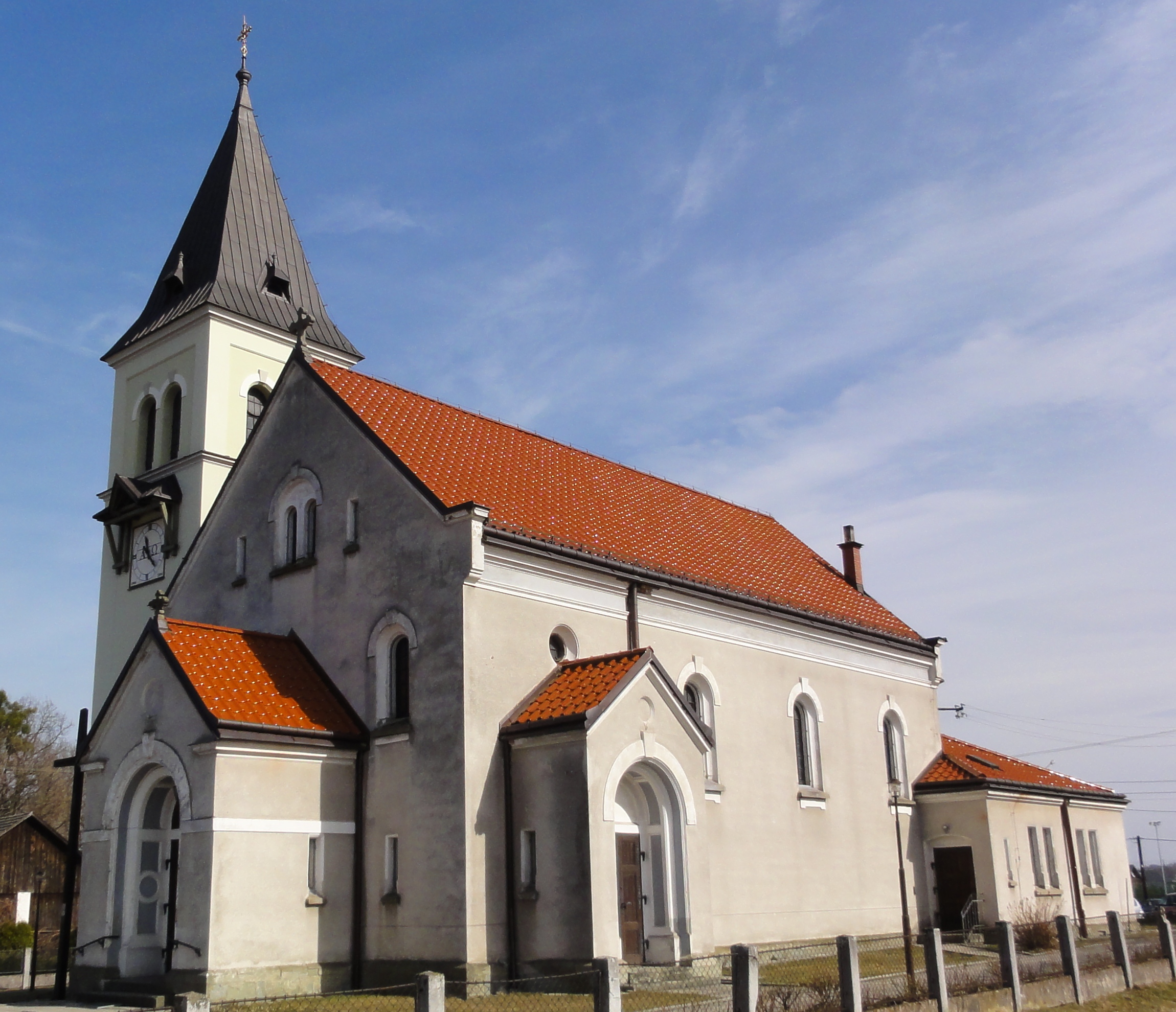
Kościół rzymskokatolicki św. Bartłomieja
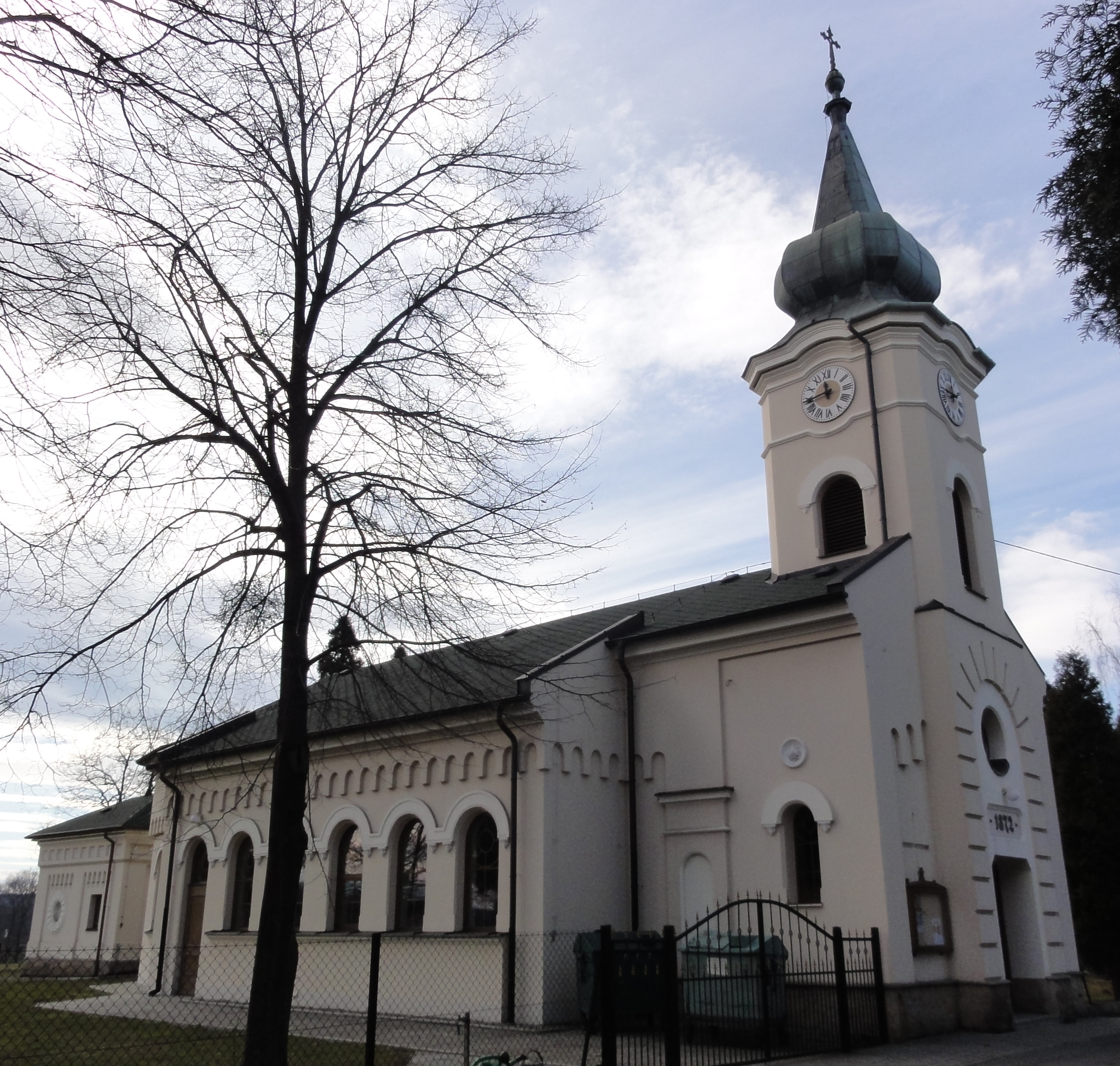
Kościół ewangelicki
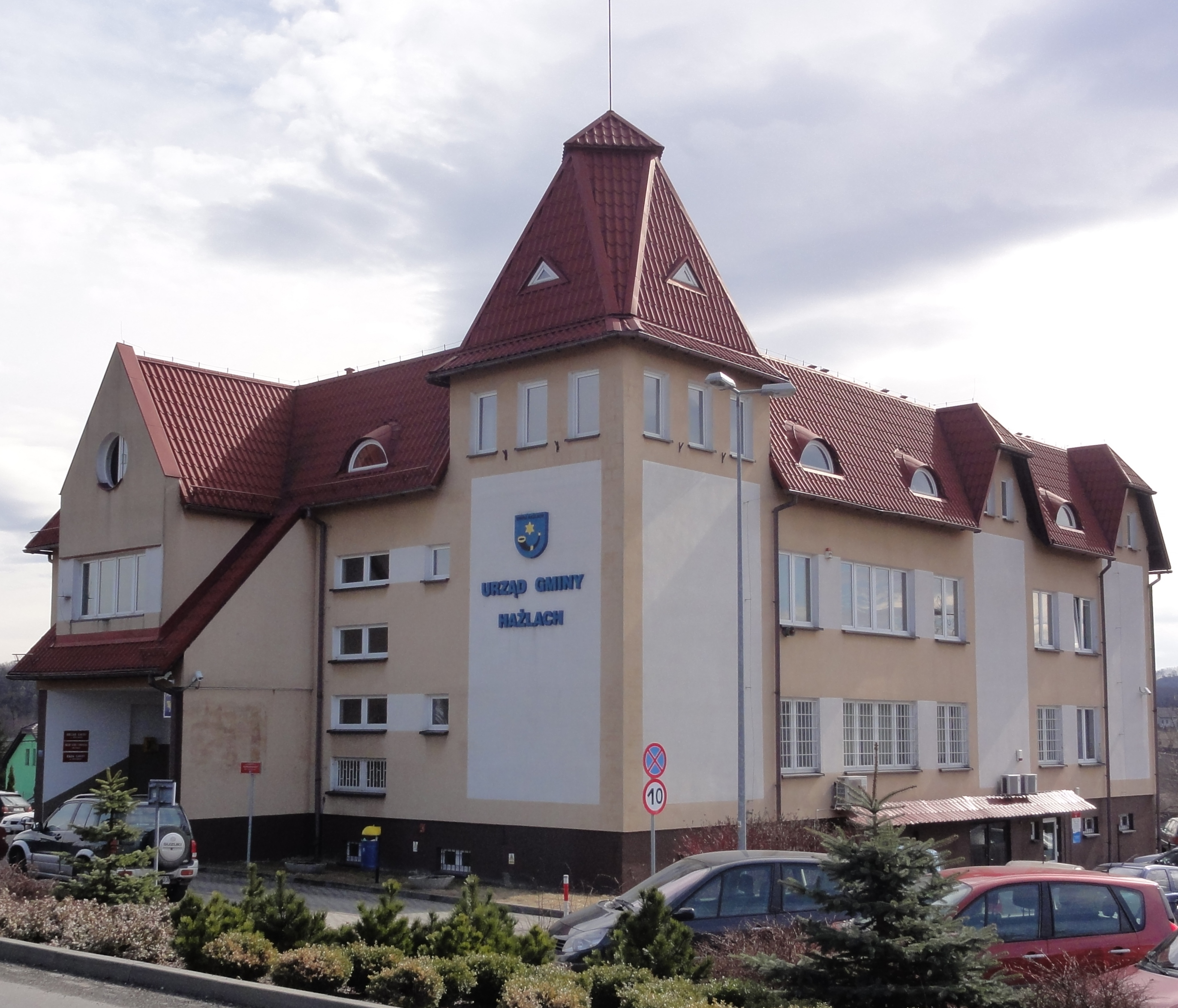
Urząd gminy
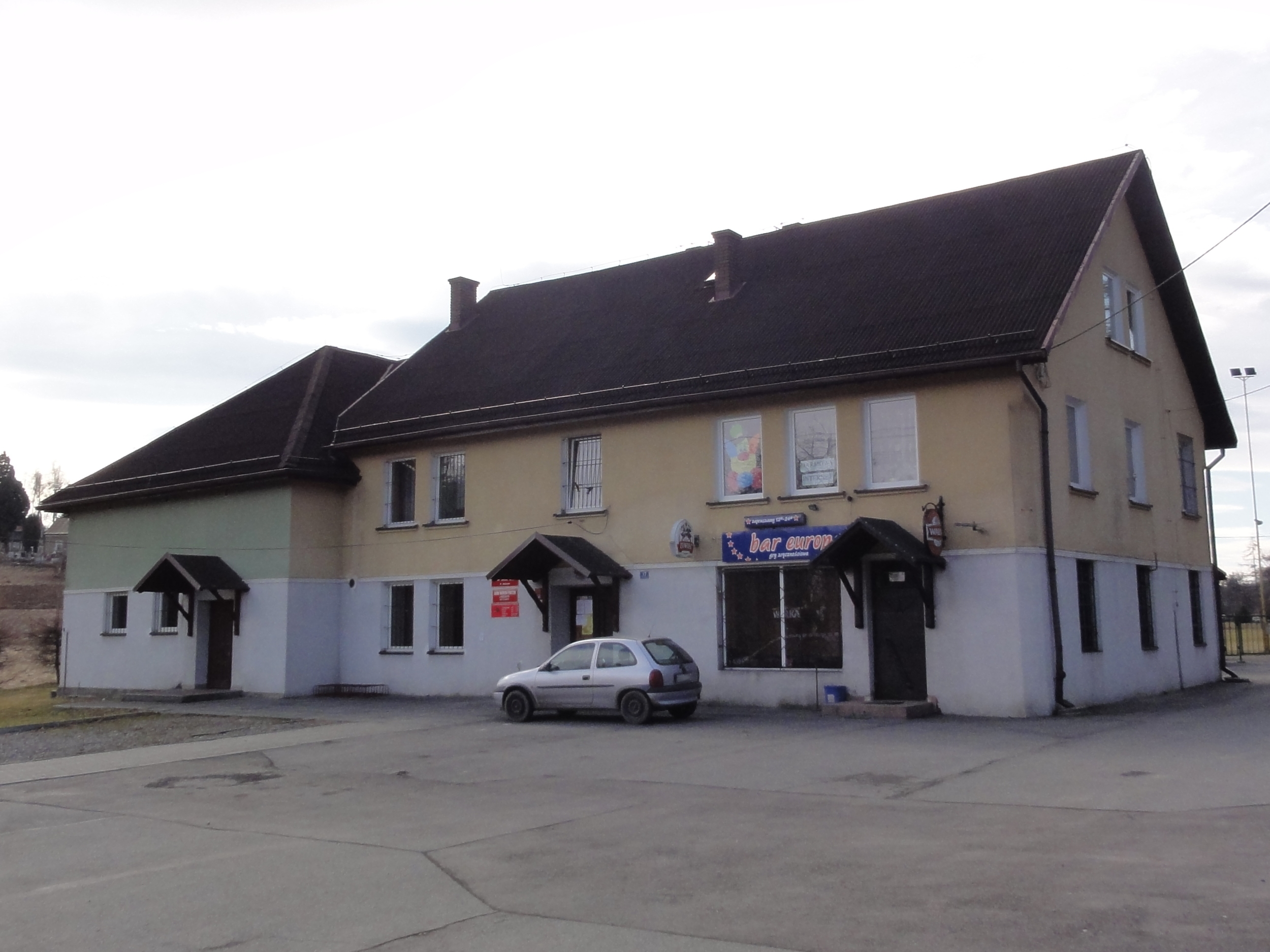
Gminny Ośrodek Kultury i Biblioteka
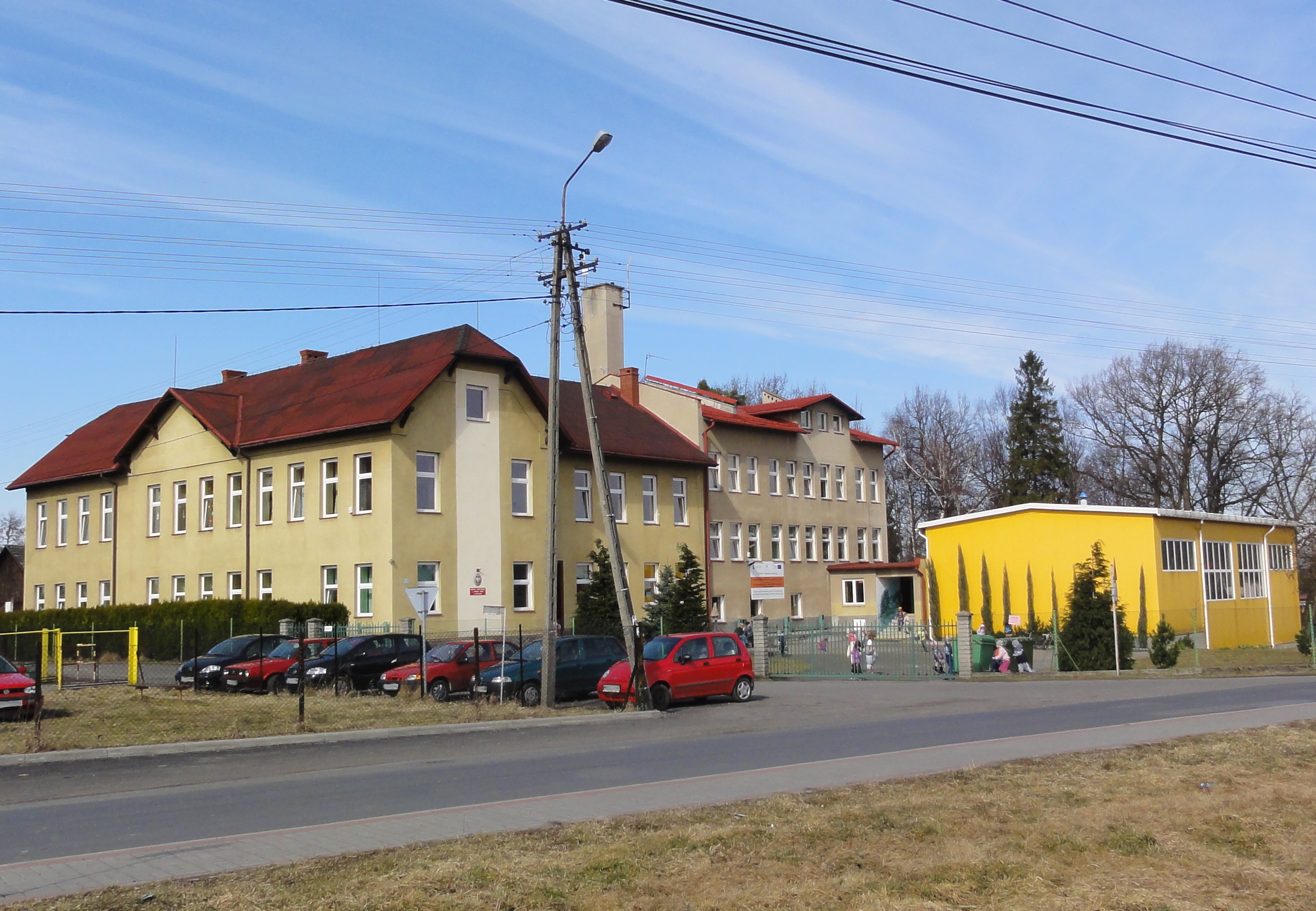
Szkoła Podstawowa im. Trzech Braci
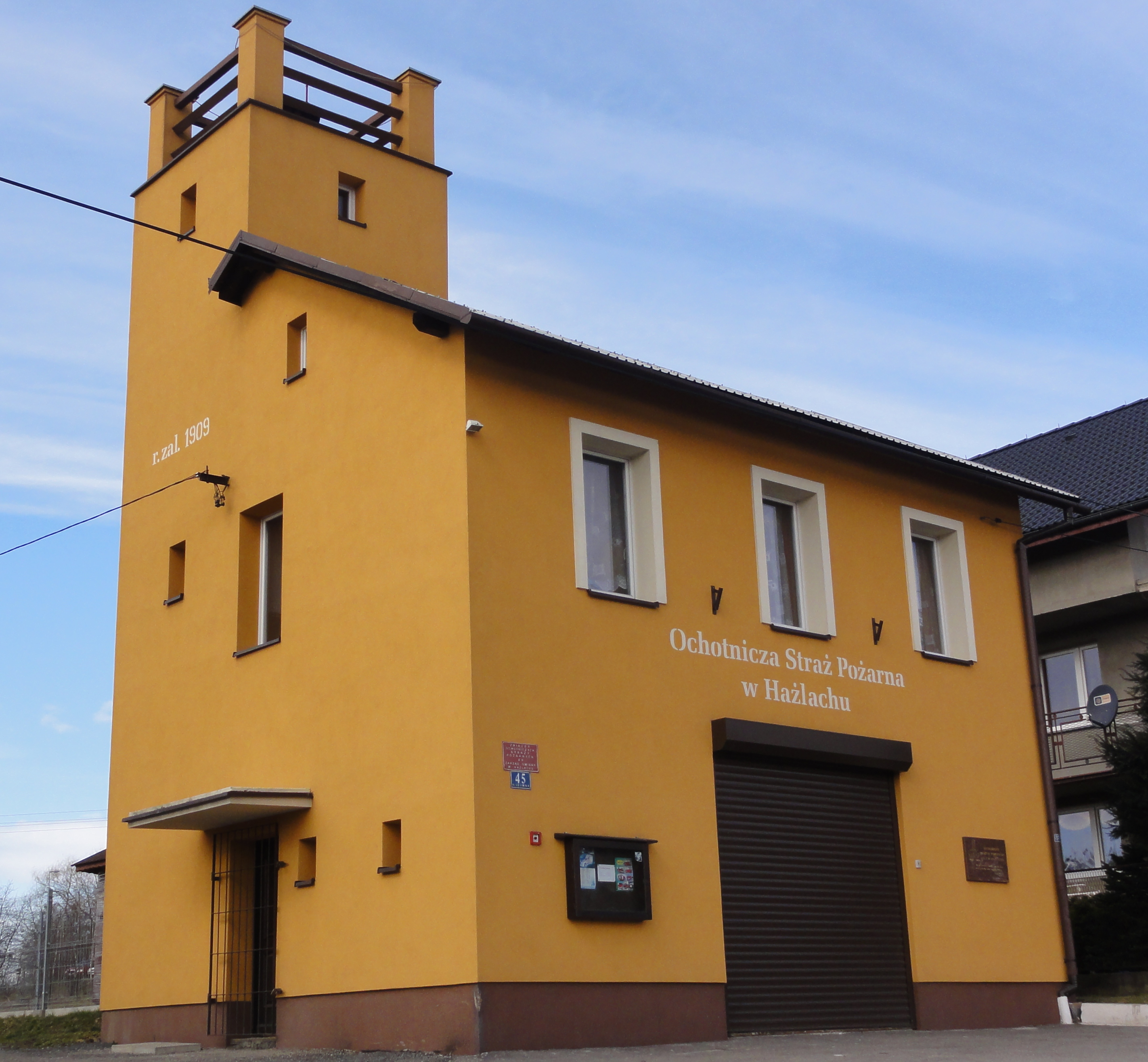
OSP Hażlach
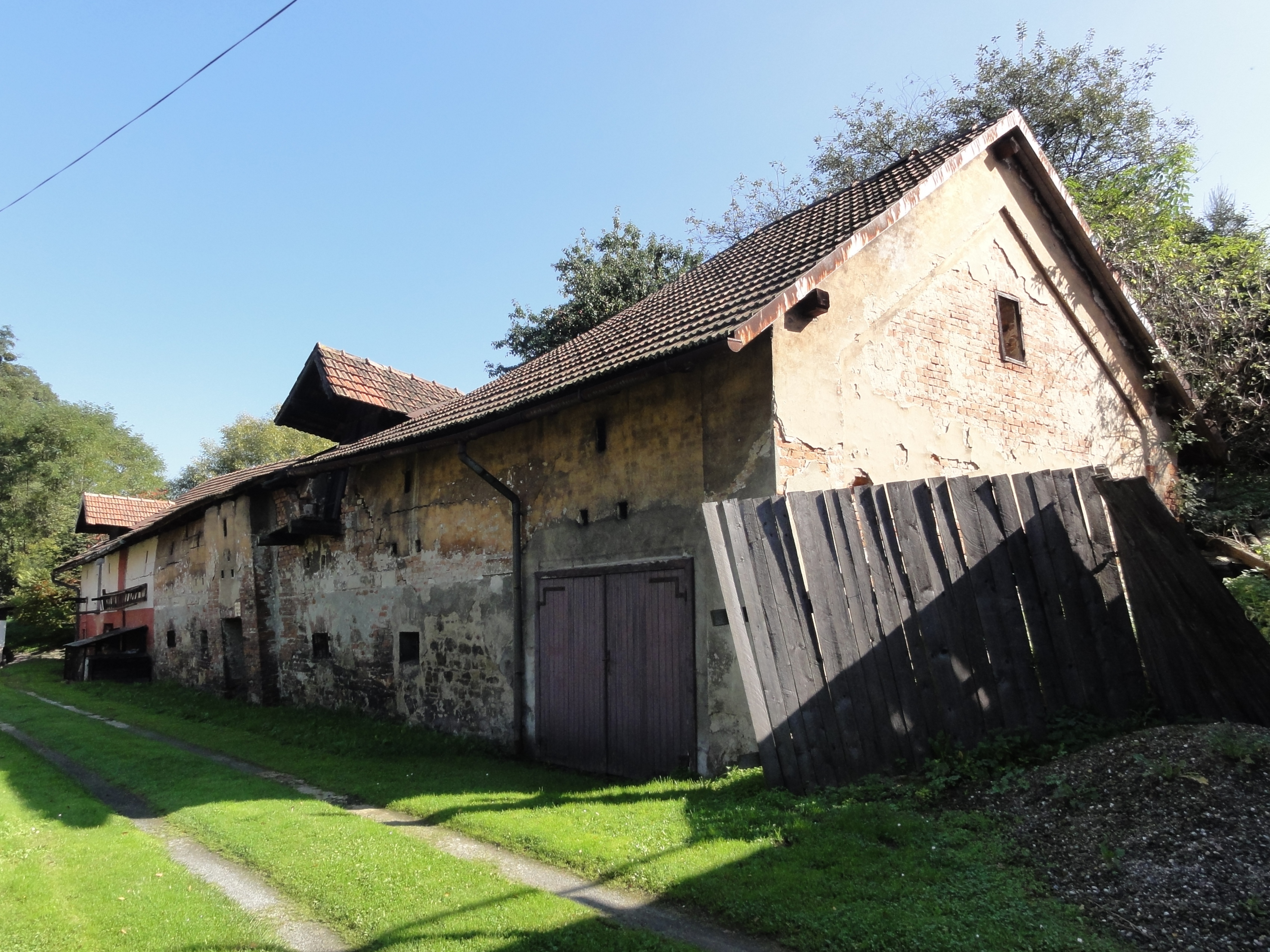
Zabytkowe piwnice dworskie (XIX w.)
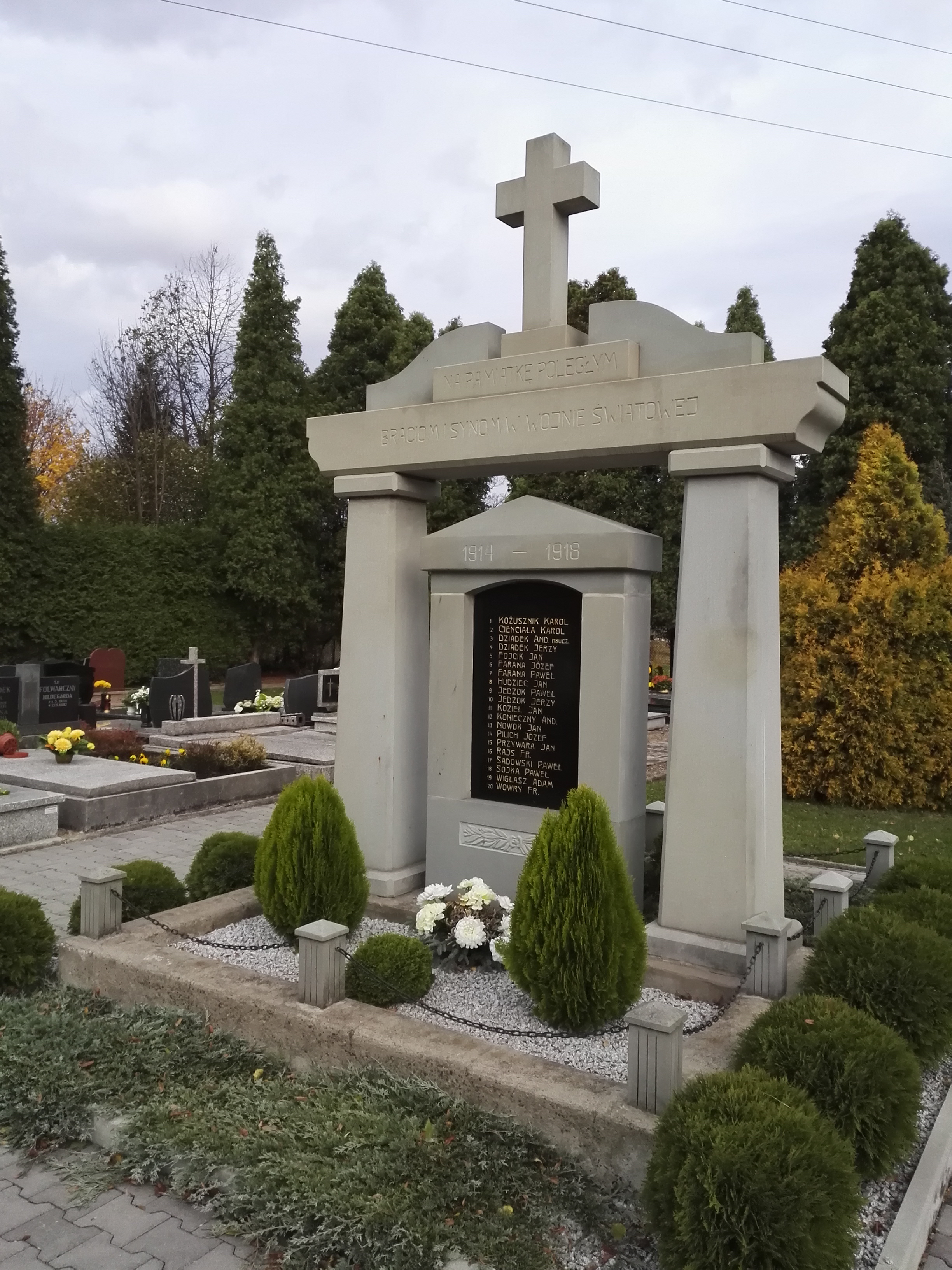
Pomnik poległych w wojnach światowych
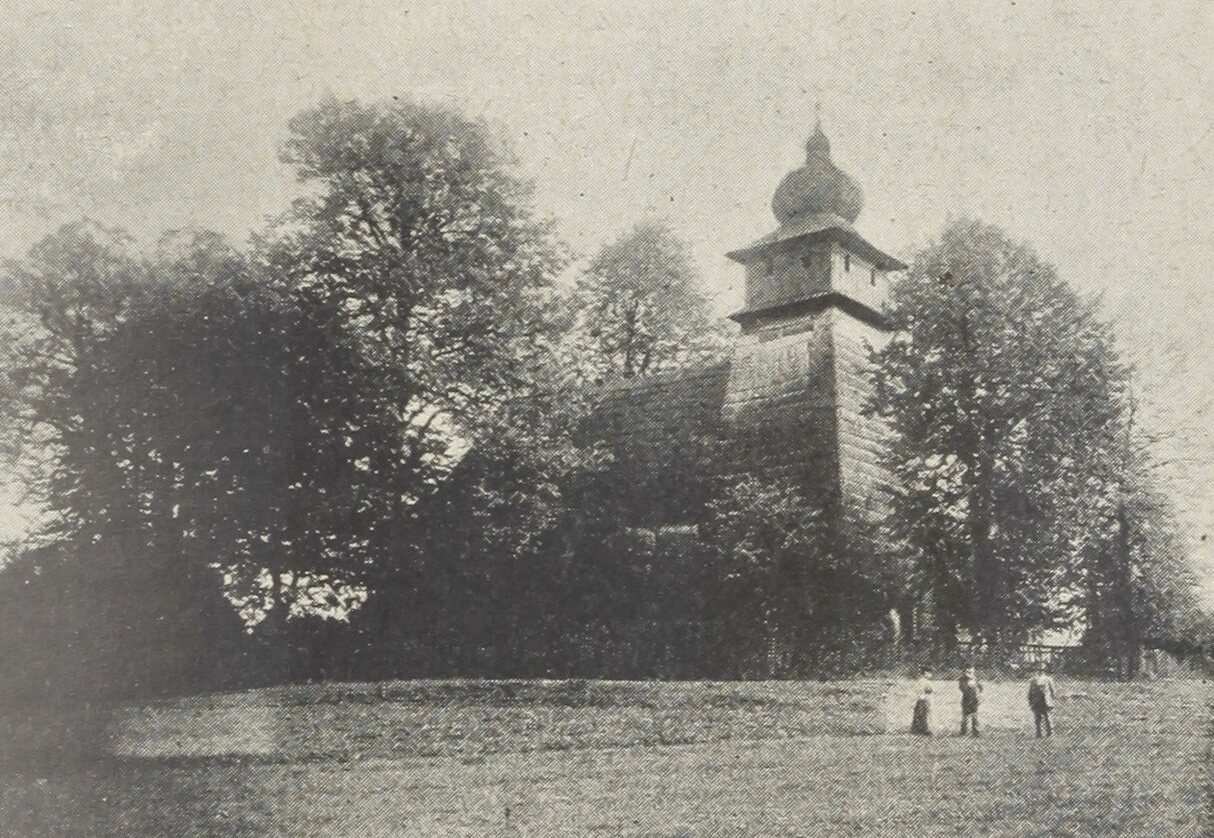
Dawny kościół przed 1932